# Punkterad snabbagge
Punkterad snabbagge (Cordicollis gracilis) är en skalbaggsart som först beskrevs av Georg Wolfgang Franz Panzer 1797.  Punkterad snabbagge ingår i släktet Cordicollis, och familjen kvickbaggar. Enligt den svenska rödlistan är arten otillräckligt studerad i Sverige. Arten förekommer i Götaland. Artens livsmiljö är havsstränder.